# Canoë-kayak aux Jeux olympiques d'été de 2024 - K4 500 mètres femmes
Cet article traite de l'épreuve féminine. Pour la compétition masculine, voir Canoë-kayak aux Jeux olympiques d'été de 2024 - K4 500 mètres hommes.
Navigation
Tokyo 2020 Los Angeles 2028
L'épreuve féminine du K4 500 mètres des Jeux olympiques d'été de 2024  se déroule les 6 et 8 août 2024 au stade nautique de Vaires-sur-Marne, à environ 30 km à l'Est de Paris.

## Médaillées
| Or                                                                               | Argent                                                                  | Bronze                                                              |
| Nouvelle-Zélande - Lisa Carrington - Alicia Hoskin - Olivia Brett - Tara Vaughan | Allemagne - Paulina Paszek - Jule Hake - Pauline Jagsch - Sarah Brüßler | Hongrie - Noémi Pupp - Sára Fojt - Tamara Csipes - Alida Dóra Gazsó |

## Programme
| Date         | Horaire  | Manche        |
| ------------ | -------- | ------------- |
| Mardi 6 août | 09 h 30  | Éliminatoires |
| Jeudi 8 août | 10 h 30  | Demi-finales  |
| Jeudi 8 août | à suivre | Finales       |

## Résultats détaillés

### Séries
Les 2 premiers sont qualifiés pour la finale (F), les autres vont en demi-finale (DF).
| Rang | Athlète                                                                     | Pays             | Temps         | Notes |
| ---- | --------------------------------------------------------------------------- | ---------------- | ------------- | ----- |
| 1    | Lisa Carrington Alicia Hoskin Olivia Brett Tara Vaughan                     | Nouvelle-Zélande | 1 min 32 s 40 | F     |
| 2    | Sara Ouzande Estefanía Fernández Carolina García Teresa Portela             | Espagne          | 1 min 32 s 92 | F     |
| 3    | Karolina Naja Anna Puławska Adrianna Kąkol Dominika Putto                   | Pologne          | 1 min 33 s 87 | DF    |
| 4    | Maria Virik Anna Margrete Sletsjoe Hedda Oritsland Kristine Strand Amundsen | Norvège          | 1 min 34 s 28 | DF    |
| 5    | Anastazija Bajuk Milica Novaković Marija Dostanić Dunja Stanojev            | Serbie           | 1 min 36 s 40 | DF    |

| Rang | Athlète                                                                | Pays      | Temps         | Notes |
| ---- | ---------------------------------------------------------------------- | --------- | ------------- | ----- |
| 1    | Paulina Paszek Jule Hake Pauline Jagsch Sarah Brüßler                  | Allemagne | 1 min 32 s 34 | F     |
| 2    | Noémi Pupp Sára Fojt Tamara Csipes Alida Dóra Gazsó                    | Hongrie   | 1 min 33 s 42 | F     |
| 3    | Li Dongyin Yin Mengdie Wang Nan Sun Yuewen                             | Chine     | 1 min 33 s 64 | DF    |
| 4    | Ella Beere Alyssa Bull Alexandra Clarke Yale Steinpreis                | Australie | 1 min 34 s 60 | DF    |
| 5    | Courtney Stott Natalie Davison Riley Melanson Toshka Besharah-Hrebacka | Canada    | 1 min 37 s 87 | DF    |

### Demi-finale
Les 4 premiers se qualifient pour la finale (F), les autres sont éliminés
| Rang | Athlète                                                                     | Pays      | Temps         | Notes |
| ---- | --------------------------------------------------------------------------- | --------- | ------------- | ----- |
| 1    | Ella Beere Alyssa Bull Alexandra Clarke Yale Steinpreis                     | Australie | 1 min 34 s 25 | F     |
| 2    | Maria Virik Anna Margrete Sletsjoe Hedda Oritsland Kristine Strand Amundsen | Norvège   | 1 min 34 s 77 | F     |
| 3    | Anastazija Bajuk Milica Novaković Marija Dostanić Dunja Stanojev            | Serbie    | 1 min 35 s 25 | F     |
| 4    | Courtney Stott Natalie Davison Riley Melanson Toshka Besharah-Hrebacka      | Canada    | 1 min 39 s 24 |       |

### Finale
| Rang                                | Athlète                                                                     | Pays             | Temps         |
| ----------------------------------- | --------------------------------------------------------------------------- | ---------------- | ------------- |
| Médaille d'or, Jeux olympiques      | Lisa Carrington Alicia Hoskin Olivia Brett Tara Vaughan                     | Nouvelle-Zélande | 1 min 32 s 20 |
| Médaille d'argent, Jeux olympiques  | Paulina Paszek Jule Hake Pauline Jagsch Sarah Brüßler                       | Allemagne        | 1 min 32 s 62 |
| Médaille de bronze, Jeux olympiques | Noémi Pupp Sára Fojt Tamara Csipes Alida Dóra Gazsó                         | Hongrie          | 1 min 32 s 93 |
| 4                                   | Karolina Naja Anna Puławska Adrianna Kąkol Dominika Putto                   | Pologne          | 1 min 33 s 17 |
| 5                                   | Li Dongyin Yin Mengdie Wang Nan Sun Yuewen                                  | Chine            | 1 min 33 s 57 |
| 6                                   | Sara Ouzande Estefanía Fernández Carolina García Teresa Portela             | Espagne          | 1 min 34 s 51 |
| 7                                   | Maria Virik Anna Margrete Sletsjoe Hedda Oritsland Kristine Strand Amundsen | Norvège          | 1 min 35 s 02 |
| 8                                   | Ella Beere Alyssa Bull Alexandra Clarke Yale Steinpreis                     | Australie        | 1 min 35 s 96 |